# Sistem za celovito analizo
Sistem za celovito analizo oziroma tTotal analysis system (TAS oz. µTAS) je naprava, ki avtomatizira in vključuje vse potrebne korake za kemično analizo vzorca, npr. vzorčenje, prenos vzorca, filtriranje, redčenje, kemične reakcije, ločevanje in odkrivanje.
V zadnjem času so se izoblikovali mikrosistemi za celovito analizo (µTAS). Tak sistem skrči celoten laboratorij na velikost čipa, ki je laboratorij na čipu. Zaradi svoje majhnosti se lahko tak sistem postavi v bližino mesta vzorčenja. Prav tako je lahko zelo stroškovno učinkovit, če upoštevamo tehnologije čipov, velikosti vzorcev in čas analize. Poleg tega zmanjšuje izpostavljenost laboratorijskega osebja strupenim kemikalijam, kar je dodatna prednost pred običajnimi tehnikami. Dodatna prednost te tehnologije je, da diagnostični kompleti na mestu uporabe, ki ne zahtevajo usposobljenih tehnikov, olajšajo spopadanje s problemi, kot so izbruhi nalezljivih bolezni.